# Kristina Barta
Kristina Barta (* 23. Januar 1987 in Prag als Kristýna Bártová) ist eine tschechische Jazzmusikerin (Piano, Komposition).

## Leben und Wirken
Barta besuchte ein musisches Gymnasium in Prag, wo sie Oboe, Piano, Flöte und Schlagzeug lernte und an zahlreichen Wettbewerben teilnahm. Zwischen 2000 und 2002 trat sie als Schülerin bereits im Jazzbereich auf, etwa mit ihrer Schwester Martina Barta, und nahm erste Alben auf. Ab 2002 spielte sie im Folkensemble Spalicek und im Bereich der Klassik. Nach der Hochschulreife 2006 studierte sie von 2007 bis 2012 klassisches Klavier und Komposition am Jaroslav-Ježek-Konservatorium bei Jiří Růžička und Milan Svoboda und anschließend Jazzpiano an der Akademie der darstellenden Künste bei Karel Růžička. Während des Studiums spielte sie im Orchester von Vaclav Hybs, mit dem sie Lucie Bílá, Karel Gott oder Vaclav Neckar begleitete.
2010 gründete Barta ihre eigene Fusionband Kikina b mit den Saxophonisten Zbyněk Polívka bzw. Honza Fečo, dem Gitarristen Tomáš Fuchs, dem Bassisten Matěj Havlíček und Schlagzeuger Martin Linhart, die im Wesentlichen Kompositionen von ihr interpretierte. 2012 veröffentlichte die Band ihre Debüt-EP Dirty Sanchez. Im selben Jahr gewann die Band beim Jazz-Fruit-Wettbewerb.
Mit ihrem Kristina Barta Trio, zu dem noch Bassist Jan Fečo und der Schlagzeuger Marek Urbánek gehören, trat sie ab 2015 in Clubs und Jazzfestivals auf. Beim Bohemia Jazz Fest gewann sie im selben Jahr den JazzPrix. An ihrem Debütalbum Ema29 (Alessa 2017) mit dem Trio waren als Gastmusiker noch David Friedman, der Trompeter Miroslav Hloucal, der Saxophonist Karel Růžička Jr. und der Gitarrist Kryštof Tomeček beteiligt. Die Songs auf dem Album stammen größtenteils aus der Feder von Kristina Barta. Dazu gehört neben „Find Peace of Mind“, mit dem Barta 2016 den Wettbewerb um die beste tschechische Jazzkomposition des tschechischen Verbands für Autorenrechte Ochrannému svazu autorskému gewann, auch „New Horizon“, mit dem die Band beim Finale der Euroradio Jazz Competition in Amsterdam 2016 auftrat. Erweitert um Saxophon und Gitarre tritt sie mit ihrem Trio auch als Event Horizon auf.